# Saint-Sylvain (Calvados)
Saint-Sylvain – miejscowość i gmina we Francji, w regionie Normandia, w departamencie Calvados.
Według danych na rok 1990 gminę zamieszkiwało 850 osób, a gęstość zaludnienia wynosiła 63 osoby/km² (wśród 1815 gmin Dolnej Normandii Saint-Sylvain plasuje się na 269. miejscu pod względem liczby ludności, natomiast pod względem powierzchni na miejscu 297.).